# Mariinsk
Mariinsk (russisch Мариинск) ist eine Stadt in der mittelsibirischen Oblast Kemerowo (Russland) mit 40.526 Einwohnern (Stand 14. Oktober 2010).

## Geographie
Die Stadt liegt in der Ebene nördlich des Kusnezker Alatau, etwa 140 Kilometer nordöstlich (Luftlinie) der Oblasthauptstadt Kemerowo, am linken Tschulym-Nebenfluss Kija.
Mariinsk ist Verwaltungszentrum des gleichnamigen Rajons Mariinsk.

## Geschichte

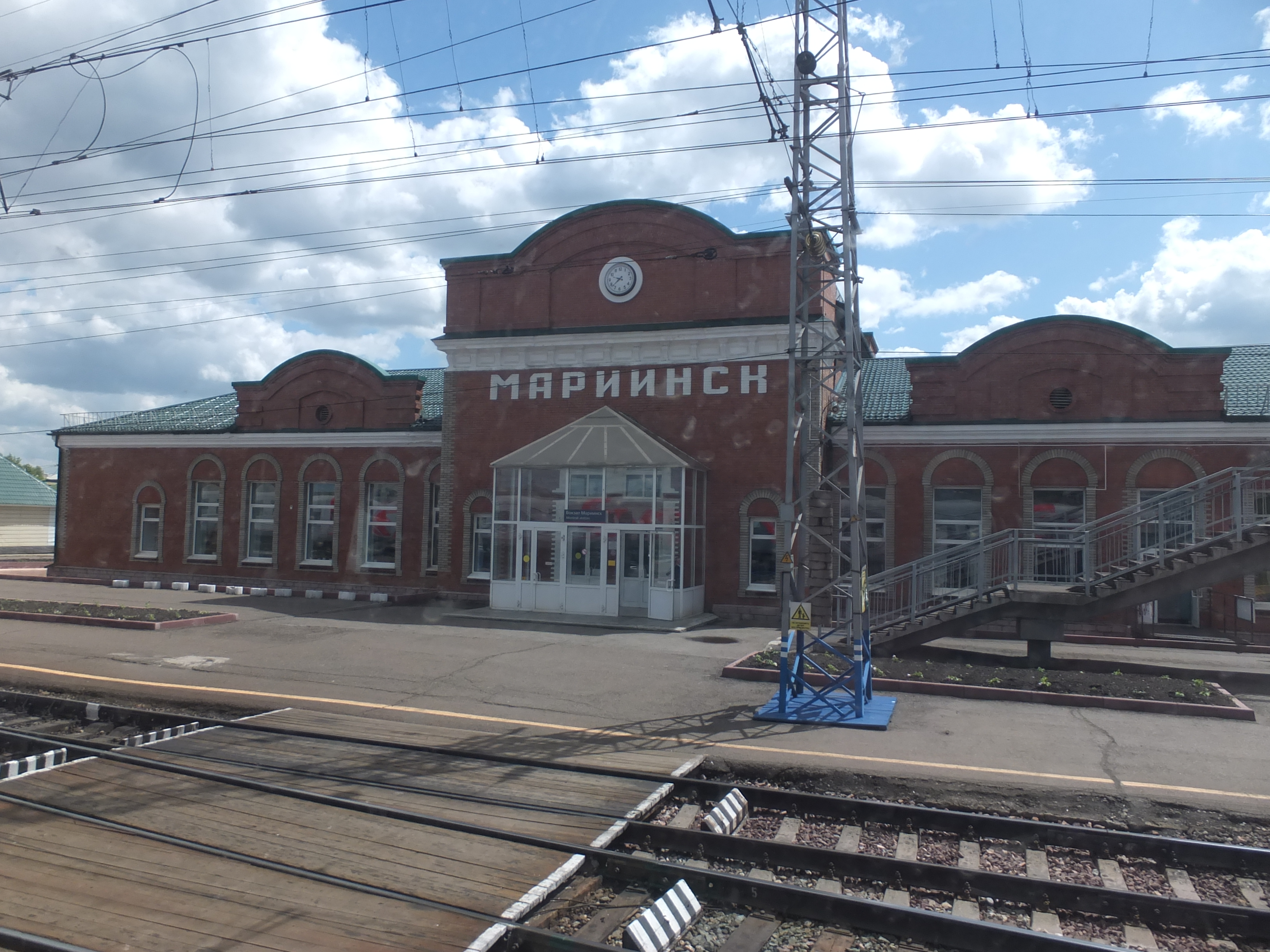
Bahnhof Mariinsk

1698 entstand an Stelle einer ursprünglich selkupischen Ansiedlung als zweitältester russischer Ort der Region (nach Kusnezk) das nach dem Fluss benannte Dorf Kijskoje (Кийское). Im 18. Jahrhundert wurde der Moskauer Trakt durch das Dorf geführt.
1856 wurde Kijskoje als Verwaltungszentrum eines Okrugs des Gouvernements Tomsk zur Stadt erhoben. 1857 erhielt die Stadt zu Ehren der Zarin Marija Alexandrowna – Ehegattin Alexanders II. und geborene Marie von Hessen-Darmstadt – ihren heutigen Namen.
Mit dem Bau der Transsibirischen Eisenbahn durch den Ort Ende des 19. Jahrhunderts wuchsen Bedeutung und Einwohnerzahl weiter.
Von 1929 bis 1960 existierte das Strafgefangenenlager Siblag (Sibirski ITL, Sibirisches Lager) im System des Gulag, dessen Verwaltung sich über den größten Zeitraum in Mariinsk befand (zeitweilig in Nowosibirsk). Hier war beispielsweise der Astronom Jewgeni Perepjolkin (* 1906, auch Perepelkin) inhaftiert, nach dem der Mondkrater Perepelkin benannt ist, und der am 13. Januar 1938 in Mariinsk erschossen wurde.

## Bevölkerungsentwicklung
| Jahr | Einwohner |
| ---- | --------- |
| 1858 | 3.671     |
| 1897 | 8.216     |
| 1939 | 22.278    |
| 1959 | 40.793    |
| 1970 | 39.699    |
| 1979 | 39.504    |
| 1989 | 40.956    |
| 2002 | 42.977    |
| 2010 | 41.526    |

Anmerkung: ab 1897 Volkszählungsdaten

## Kultur und Sehenswürdigkeiten
In Mariinsk gibt es ein Heimatmuseum mit angeschlossenem Gedenkmuseum für den in Mariinsk geborenen sowjetischen Schriftsteller Wladimir Tschiwilichin (1924–1981), der eine Reihe hauptsächlich in Sibirien handelnder Werke verfasste.

## Wirtschaft und Infrastruktur
In der Stadt gibt es Betriebe der holzverarbeitenden, Leicht- und Lebensmittelindustrie.
Mariinsk ist eine bedeutende Station an der Transsibirischen Eisenbahn (Streckenkilometer 3713 ab Moskau). Es ist der westlichste Bahnhof der regionalen Bahndirektion Krasnojarsker Eisenbahn. Die weitere Strecke in Richtung Nowosibirsk gehört zur Westsibirischen Eisenbahn. Zudem wechselt in Mariinsk das Bahnstromsystem von 3000 V Gleichstrom der Westsibirischen auf 25 kV 50 Hz Wechselstrom der Krasnojarsker Eisenbahn, sodass hier bei allen Zügen die Lokomotiven gewechselt werden.
Durch Mariinsk führt außerdem die Fernstraße R255, die als Teil der transkontinentalen Straßenverbindung von Nowosibirsk nach Irkutsk führt, und von der hier die Regionalstraße R400 nach Tomsk abzweigt.

## Söhne und Töchter der Stadt
- Wladimir Tschiwilichin (1928–1984), russischer Schriftsteller und Publizist
- Alla Romantschuk (* 1942), Byzantinistin und Hochschullehrerin
- Hennadij Kusmin (1946–2020), ukrainisch-sowjetischer Schachspieler